# Diecezja Sokoto
Diecezja Sokoto – diecezja rzymskokatolicka  w Nigerii. Powstała w 1953 jako prefektura apostolska. Diecezja od 1964.

## Biskupi ordynariusze
- Biskupi ordynariusze
  - Bp Matthew Hassan Kukah (od 2011)
  - Bp Kevin J. Aje (1984 – 2011)
  - Bp Michael James Dempsey, O.P. (1967 – 1984)
  - Bp Edward Thaddeus Lawton, O.P. (1964– 1966)
- Prefekci apostolscy
  - Bp Edward Thaddeus Lawton, O.P. (1954 – 1964)